# Paul P. De Clercq
Paul De Clercq werd geboren als Gaston Paul Pierre De Clercq in Lokeren op 17 maart 1908. 
Als oudste zoon van een middenklasse gezin dat actief was in de touwslagerij, werden zijn tienerjaren gekleurd door een ontluikende interesse in kunst in het decor van de opgang van het culturele en politieke flamingantisme na de Eerste Wereldoorlog.

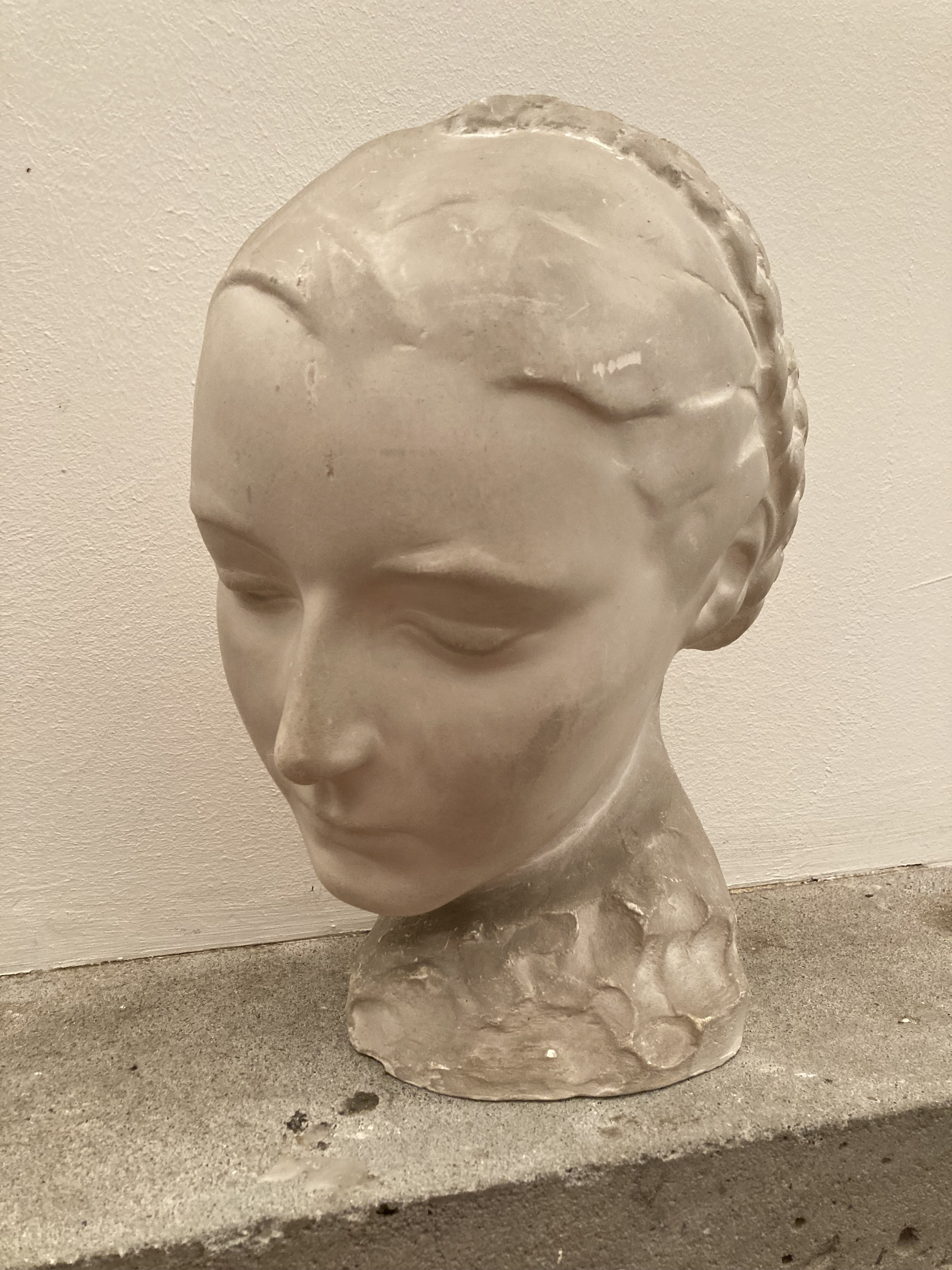

Hij studeerde beeldhouwkunst aan de Gentse Kunstacademie en vestigde zich als fotograaf en kunstenaar dan ook te Gent.  

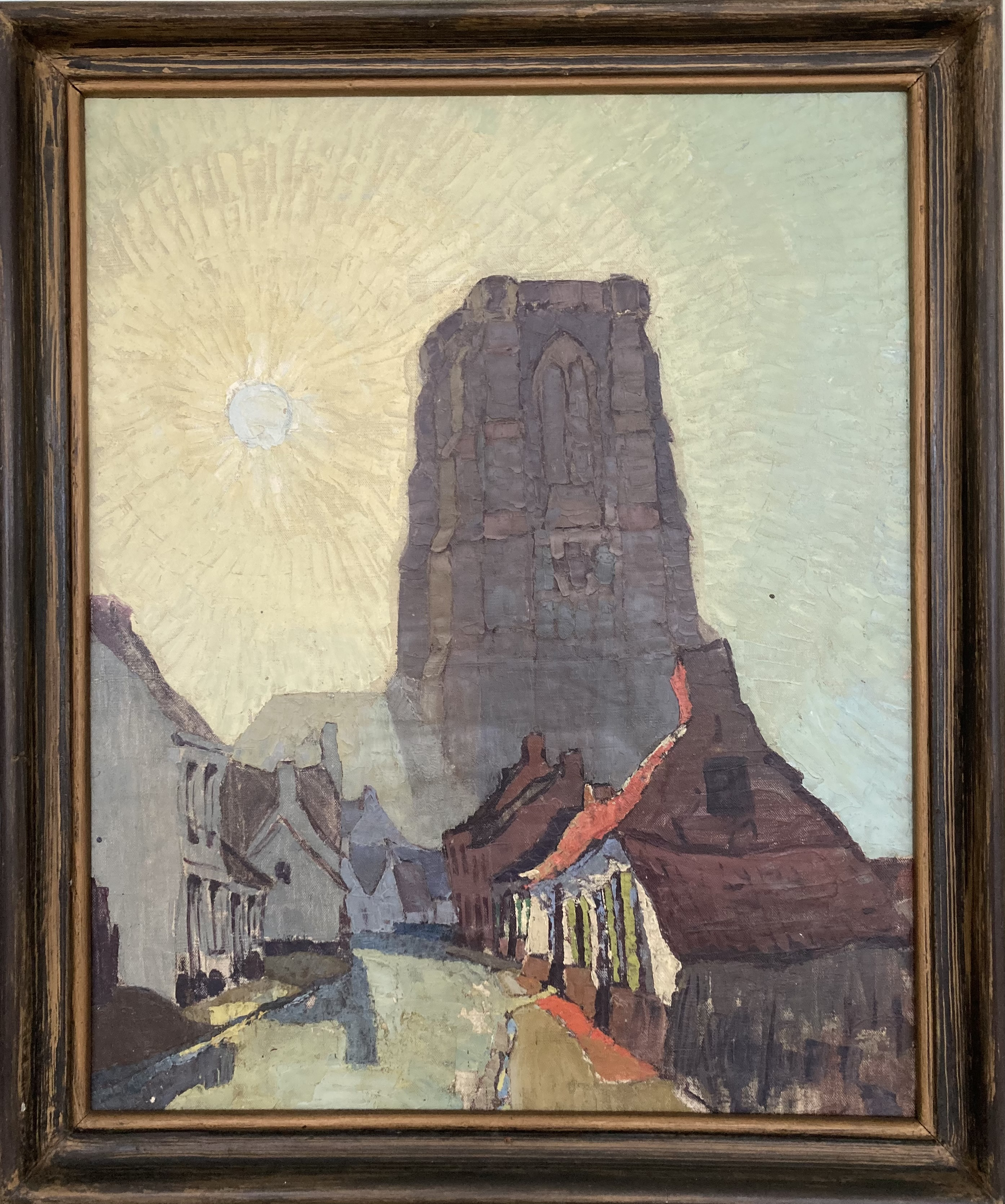
Kerk van Lissewege

Beschuldigd van culturele collaboratie verbleef hij in de interneringscentra van Lokeren en Gent van oktober 1944 tot november 1945. In november 1945 werd hij vrijgelaten.  Deze periode bleek één van zijn meest actieve periodes als tekenaar te  worden.  Een deel van zijn portretten en landschapstekeningen van toen werden, samen met foto's van Pater 'Longinus' De Munter, gebruikt als illustratie bij de tentoonstelling  'Het kamp van Lokeren - Opgesloten tussen zwart, wit en grijs' dat door de stad Lokeren werd georganiseerd in het stedelijk museum in 2017-2018. 

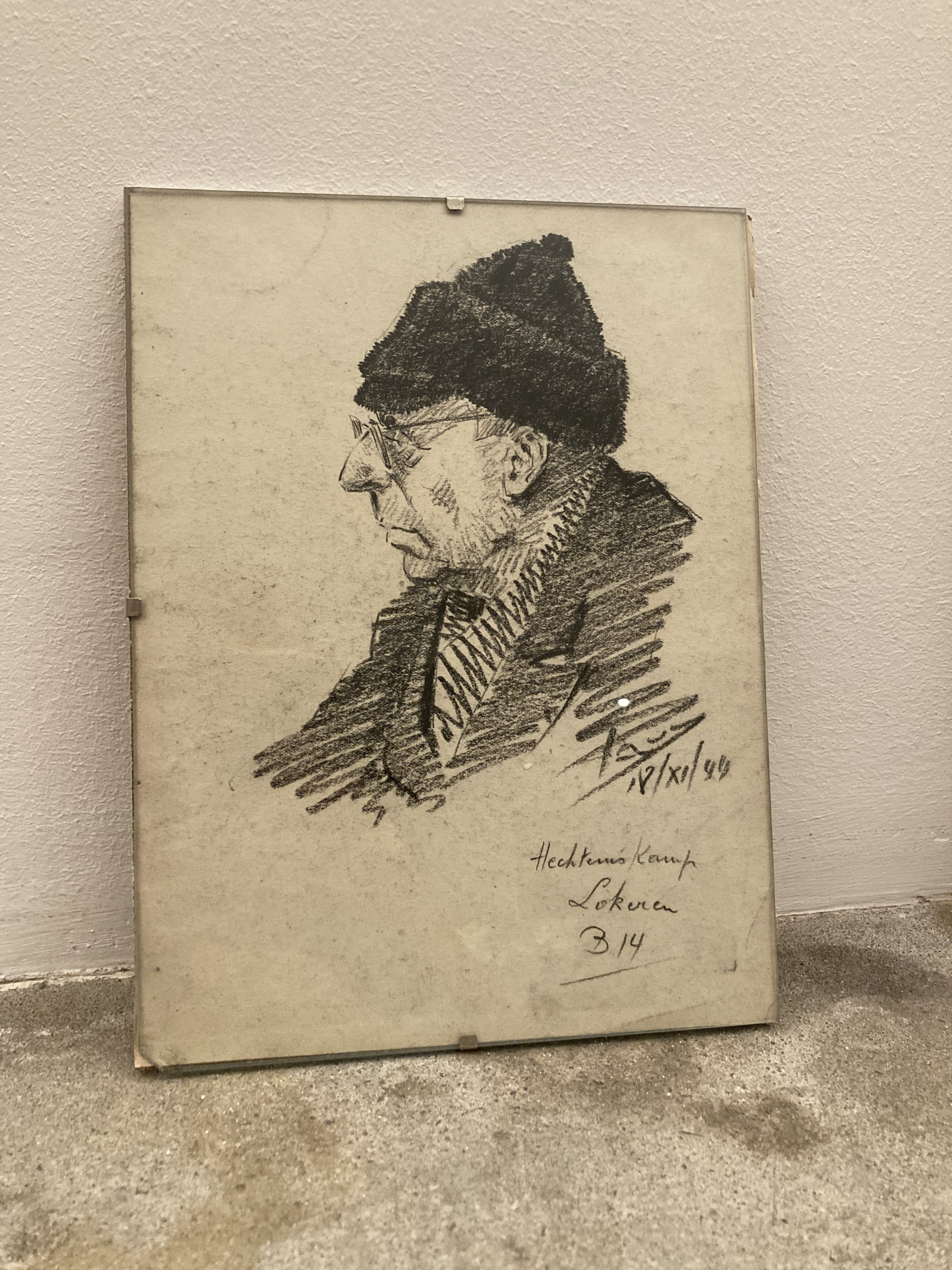

Hij overleed op 6 maart 1997 te Deinze.